# Greinton
Greinton is een civil parish in het bestuurlijke gebied Sedgemoor, in het Engelse graafschap Somerset met 71 inwoners.